# 忠臣蔵〜その義その愛
『忠臣蔵〜その義その愛』（ちゅうしんぐら〜そのぎそのあい）は、2012年1月2日にテレビ東京が新春ワイド時代劇として放映したテレビドラマ。放映時間は16:00から22:54の7時間。

## 概要
赤穂事件（忠臣蔵）を堀部安兵衛の視点から描いた作品。前身シリーズ「12時間超ワイドドラマ」からの通算で、忠臣蔵を題材とした作品は本作で5作目となる（番組名が「新春ワイド時代劇」となって以降は3作目）。
前身シリーズからの通算で松竹制作の「忠臣蔵」作品は3作目、2003年作品『忠臣蔵〜決断の時』以来、9年ぶりとなる。

## キャスト
| - 堀部安兵衛：内野聖陽 - 大石内蔵助：舘ひろし - ほり：常盤貴子 - 浅野内匠頭：市川染五郎 - 奥田孫太夫：榎木孝明 - 高田郡兵衛：山田純大 - 片岡源五右衛門：金子昇 - 大高源五：眞島秀和 - 毛利小平太：伊嵜充則 - 大石主税：有岡大貴 - 井坂新助：金田明夫 - 吉田忠左衛門：若林豪 - 堀部弥兵衛：橋爪功 - 吉良上野介：柄本明 - 吉川山右衛門：村田雄浩 - 柳沢吉保：斎藤歩 - 小林平八郎：東根作寿英 - 椎葉喜十郎：宍戸開 - 色部又四郎：内藤剛志 - 細井広沢：中村梅雀 - 植木職の吉五郎：石倉三郎 - 蟹沢横梅：ベンガル - 菅野六郎左衛門：綿引勝彦 - 内田三郎右衛門：西岡徳馬 | - 志乃：遊井亮子 - 明石太夫：中山忍 - 小萩：木下あゆ美 - 堀部わか：平淑恵 - 阿波野屋利助：石丸謙二郎 - 高田弥五兵衛：吉見一豊 - よし：飯沼千恵子 - 井坂八重：土屋太鳳 - 登世：早織 - 滝口庄太夫：四方堂亘 - 高谷浅右衛門：市川月乃助 - 前原伊助：関貴昭 - 神埼与五郎：宮下裕治 - 松原多仲：内田健介 - りく：萬田久子 - かや：板谷由夏 - あぐり（瑤泉院）：田中美里 - くう：植田紗帆 - るり：坂口苺 | - 磯貝十郎左衛門：池田努 - 原惣右衛門：大石吾朗 - 貝賀弥左衛門：合田雅吏 - 菅谷半之丞：石井英明 - 潮田又之丞：大石昭弘 - 奥野将監：田中隆三 - 村上庄左衛門：峰蘭太郎 - 落合勝信：遠山俊也 - 吉川嘉一郎：伊賀亮 - 梶川与惣兵衛：片岡弘鳳 - 安井彦右衛門：谷口高史 - 大野九郎兵衛：水上保広 - 吉良富子：ひろみどり - 堀内源左衛門：伊庭剛 - 左兵衛：水島涼太 - 渡辺平四郎：田中雄策 - 横川信兵衛：高杉瑞穂 - 浅野大学：浜口望海 - 桶野惟弘：多賀勝一 - 大目付（庄田下総守）：芝本正 |

## 主題歌
- 中島みゆき「走」（作詞・作曲：中島みゆき）

## スタッフ
- 脚本：金子成人
- 監督：松原信吾（第一章・第二章）、本木克英（第三章）
- 音楽：栗山和樹
- 殺陣：上野隆三
- 技術協力：IMAGICAウエスト
- ラインプロデューサー：高坂光幸
- 統括プロデューサー：佐々木彰
- プロデューサー：山鹿達也、小川治、佐々木淳一
- 製作協力：松竹撮影所
- 製作：テレビ東京、松竹

## 再放送
初放送の年の年末に、同局で再放送された。
2018年12月にはBSテレ東、2022年8月にBS12でそれぞれ再放送されている。
松竹制作作品は前身シリーズ「12時間超ワイドドラマ」時代から、2009年作品まで全作、ソフト版が発売されてきたが、本作以降の松竹制作作品のソフト発売・動画配信はなされていない。このため、上記の再放送終了後には、本作の視聴は困難となっている。
7時間体制に入った2010年作品から本作までの3作は全てソフト版未発売。当時の同シリーズは、後年から見て顕著な“ソフト版空白期”となっており、盛んにDVD版が発売されていたのは10時間体制の時代がほぼ最後となった。